# 王子 (東京都北区)
王子（おうじ）は、東京都北区の町名。現行行政地名は王子一丁目から王子六丁目。住居表示実施済区域。

## 地理
東京都北区中央部に位置する。西で京浜東北線、中央を南北に国道122号（北本通り）がそれぞれ縦貫している。京浜東北線・東京メトロ南北線の王子駅から北本通り沿いは王子随一の繁華街である。北側で神谷、隅田川を跨いで足立区新田・東で豊島・東南で堀船・南で西ケ原・西南で滝野川・西で岸町、北西で東十条と接する。また、西の音無橋付近で僅かに王子本町と接している。
昭和40年代までは旧王子製紙（過度経済力集中排除法による会社分割前の王子製紙であり現在の同名企業とは異なる）の工場や社宅が多く立ち並んでいた。その後相次いで閉鎖され、商業施設サンスクエアや王子五丁目団地などが建設された。

### 河川
- 石神井川 - 溝田橋が架かる。
- 隅田川 - 豊島五丁目の北辺が隅田川に面している。

### 地価
住宅地の地価は、2025年（令和7年）1月1日の公示地価によれば、王子2-6-16の地点で56万6000円/m2となっている。

### 広域地名
広域地名としての「王子」は以下の範囲を指している。
1. 1939年の町名整理実施以前の東京市王子区王子町、町村制施行時点での北豊島郡王子村（のちに王子町）大字王子に当たる区域。おおよそ現在の王子一～六丁目、王子本町一～三丁目、岸町一・二丁目、東十条三丁目に当たる。
2. 町村制施行時点での北豊島郡王子村（のちに王子町）の区域。現在の北区王子地区。
3. 王子町が東京市に編入された時点で成立した「王子区」の区域。上記王子町に旧：岩淵町を加えた区域。現在の北区王子地区および赤羽地区全域。

北区の成り立ちから、同区は王子を含む以下の地域を総じて王子地区と呼称している。
- 王子西地区：上記2の内、JR東日本東北本線より西の区域
- 王子東地区：上記2の内、JR東日本東北本線より東の区域

## 歴史

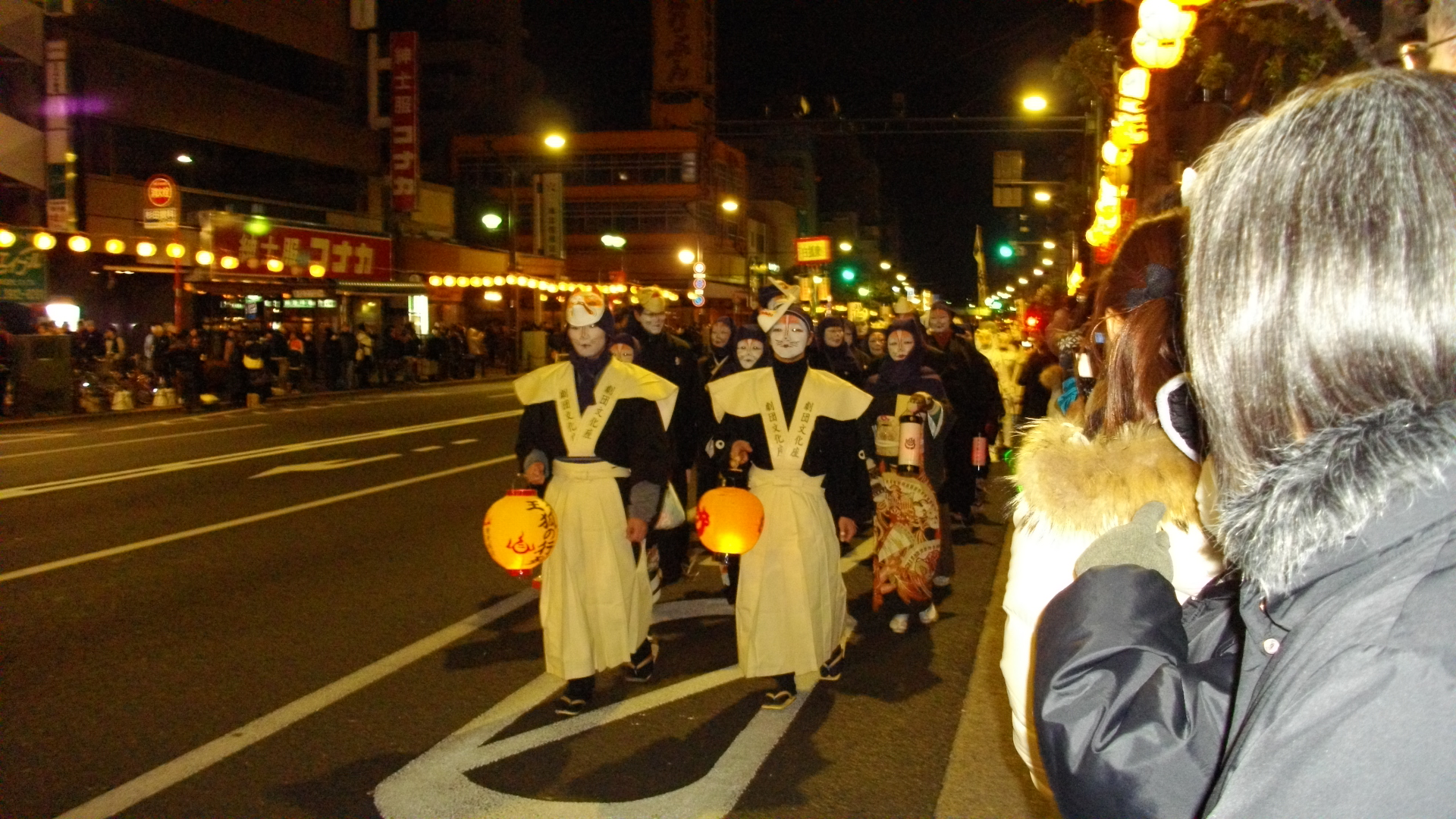
狐の行列

『義経記』によれば源頼朝が隅田川を渡河して王子板橋に至ると書かれている。平安時代後期から室町時代にかけては上中里に位置する平塚城（現・上中里駅から攻坂を登った本郷通り沿いの平塚神社）を本拠地とする豊島氏が支配する豊島庄の一部であった。

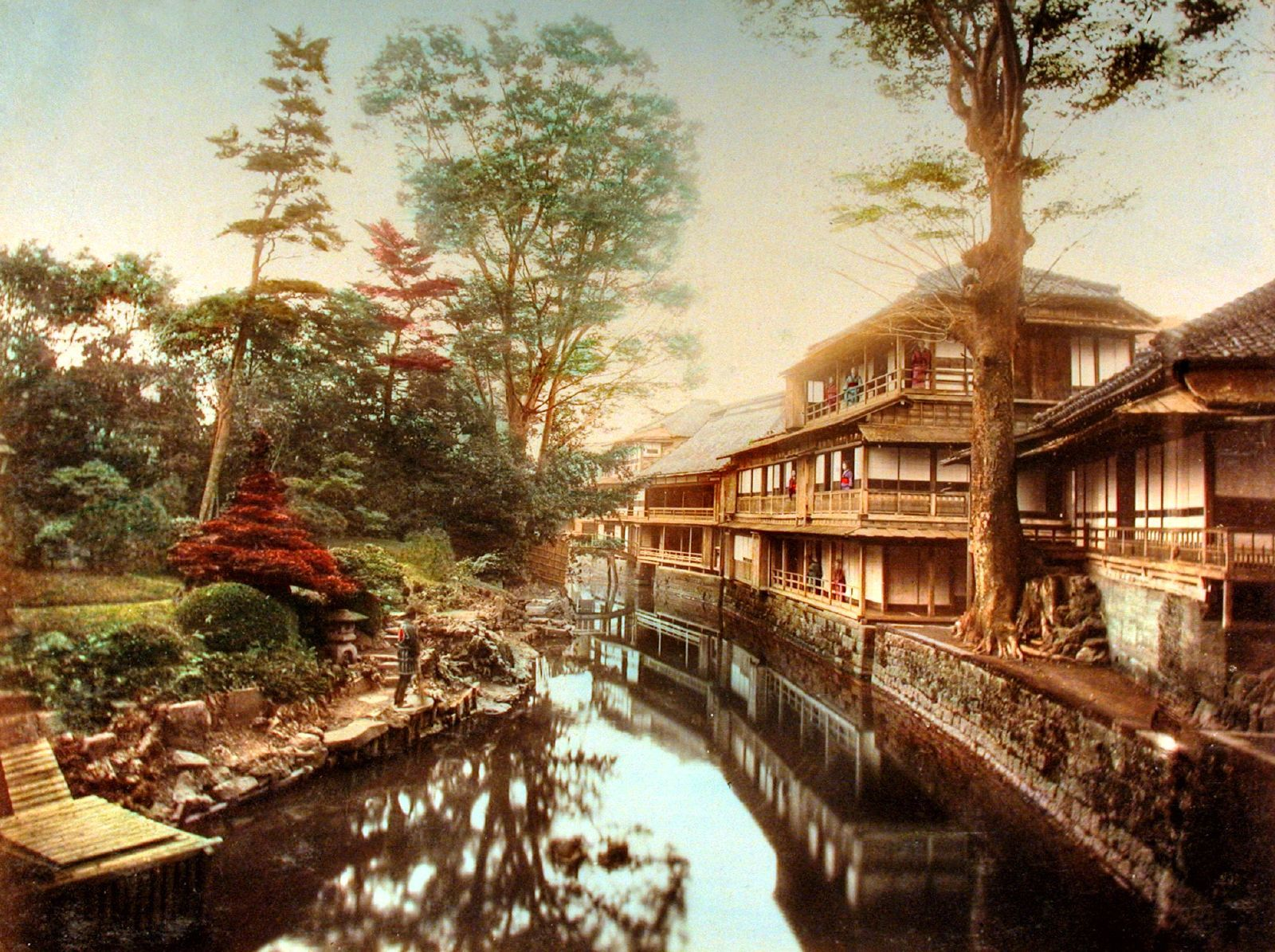
落語「王子の狐」などで知られる茶屋「扇屋」。音無川（石神井用水）を挟んで庭園を持っていた。

王子という地名については、『新編武蔵風土記稿』によれば、現在の岸町周辺にあたる岸村が鎌倉時代後期の元亨2年（1322年）、豊島氏がこの地に紀伊牟婁郡熊野若一王子を勧請したことから王子村と改称したことが起こりとされる。これが現在の王子神社であり、王子神社の田楽として著名な北区指定無形民俗文化財「王子田楽」は王子宮勧請の際に創生された魔除けの田楽芸能とされる。
江戸時代になると王子村の中心には日光御成街道（岩槻街道）が通って江戸の市街と直結され、18世紀には八代将軍徳川吉宗によって飛鳥山に桜が植えられたことをきっかけに、江戸市民が頻繁に足を運ぶようになった。飛鳥山の花見人気とともに、王子村の岸にある王子稲荷神社がもともと東国33ヶ国（東海道の15国、東山道の11国、北陸道の7国）の稲荷社の頭領を自認していたこともあってか参拝客が増え、料理屋や茶屋が立ち並んで、江戸郊外の手軽な行楽地として人気を集めた。狐火の伝承をもとに毎年大晦日には狐の行列が催される。
明治時代に入ると王子村は周辺の村々が合併して新たな王子村となり、旧王子村が大字王子として新設された村の中心となった。1875年になると、台地東の低地（現：王子駅の東側）に日本で最初の洋紙工場（旧王子製紙、王子ホールディングスおよび日本製紙の前身）が操業を開始した。翌年には印刷局がその隣接地に印刷所を設立し、石神井川・隅田川に沿った一帯の低地（現・北区王子、北区豊島）に工場が建設され始める。
1883年には、高崎線の上野・熊谷間が開通すると王子駅が設けられた。その後工場進出が進み、大正の頃までに薬品、肥料の民間工場や火薬の工廠等が次々に生まれ、東京市北郊で屈指の工業地域に成長する。
1911年には王子電気軌道の路面電車（現在の都電荒川線）が王子駅をターミナルとして営業を開始し、近隣の工場へ通勤する工員のため住宅の建設が進み始めた。1932年に王子町は東京市に合併され、北の旧岩淵町とともに王子区となる。この際、東京市の設置した町界町名地番整理委員会の定めた6方針のうち「（ハ）大字をもって地番区域とする町村界整理は、大字の区域をもって新町とすること、大字の区域があまりに広く、一般に小字を使用しているもの、または数小字を総称する地方名のあるときは一小字または数小字の区域を持って新町とすること。大字の一部がほかの大字に散在し、または他町村に飛地している場合は前項にならう」との方針によって、大字王子は王子区と滝野川区の予定地に跨っていた王子村大字滝野川を併せて王子区王子町となった。この際に町名・字名としての「王子」は一旦消滅したが、王子町の東半が下十条町の一部を編入して王子区王子一丁目から五丁目となり、町名としての「王子」が復活した。このとき王子町の一部、王子稲荷神社付近（旧王子村大字王子字岸）は下十条町の一部と合併し岸町となった。ただし、軍用地を中心とした残余は王子町のままとなり、この王子町の名が残された地域は後に王子本町となる。東京都制により東京市王子区が東京都王子区になった後、1947年に南の滝野川区（旧滝野川町）と合併して東京都北区を構成することになり、王子区王子は北区王子となった。
1945年4月13日の東京大空襲をはじめとする戦災の結果、王子駅前や近隣が焼け野原になり、戦後焼け跡の王子駅前には闇市が立った。核となる軍需工場を失った工場群は撤退を始め、団地や住宅が建設されると近隣への騒音公害等の問題から更に撤退を余儀なくされ、京浜東北線沿線の住宅地となった。
1965年7月1日に現在の東十条三丁目を分離し、住居表示が実施された。

### 沿革
- 1322年（元亨2年）：若王子一宮勧請により、岸村（現：岸町）近隣が王子村と名付けられる。
- 1871年（明治4年）11月14日 - 王子村が浦和県（現：埼玉県）から東京府に編入された。
- 1875年（明治8年）6月：王子製紙が操業を開始。
- 1883年（明治16年）7月28日：王子駅開業。
- 1889年（明治22年）5月1日：王子村、豊島村、上十条村、下十条村、堀之内村および船方村の西半分が合併し王子村となり、旧王子村は王子村大字王子となる。
- 1908年（明治41年）：王子村が町制施行し、王子町大字王子となる。
- 1915年（大正4年）4月17日：王子電気軌道（現：都電荒川線）王子駅前が開業。
- 1932年（昭和7年）10月1日：王子町が東京市に編入、岩淵町と合併し王子区となる。王子町大字王子は王子町大字滝野川を併せ王子区王子町となり、町名・字名としての「王子」は一旦消滅する。
- 1932年（昭和7年）：王子町の東半が下十条町の一部を編入し王子区王子一-五丁目となり、町名としての「王子」が復活する。王子町の一部は下十条町の一部と合併し岸町となる。軍用地を中心とした残余は王子町のままとなり、この王子町の名が残された区域は後に王子本町となる[5]。
- 1947年（昭和22年）3月15日：王子区は滝野川区と合併し北区となる。王子区王子は北区王子となる。
- 1965年（昭和40年）7月1日：現在の東十条三丁目を分離し、住居表示を実施する。

## 世帯数と人口
2023年（令和5年）1月1日現在（東京都発表）の世帯数と人口は以下の通りである。
概ね横ばい傾向であるが王子五丁目については2018年、工場跡地にファミリー向け大型マンションが建設され大きく人口を増やしている。
| 丁目       | 世帯数     | 人口     |
| ---------- | ---------- | -------- |
| 王子一丁目 | 1,780世帯  | 2,921人  |
| 王子二丁目 | 1,915世帯  | 3,089人  |
| 王子三丁目 | 1,742世帯  | 2,790人  |
| 王子四丁目 | 1,647世帯  | 2,871人  |
| 王子五丁目 | 5,254世帯  | 10,281人 |
| 王子六丁目 | 785世帯    | 1,699人  |
| 計         | 13,123世帯 | 23,651人 |

### 人口の変遷
国勢調査による人口の推移。
| 年                 | 人口   |
| ------------------ | ------ |
| 1995年（平成7年）  | 19,390 |
| 2000年（平成12年） | 19,848 |
| 2005年（平成17年） | 20,181 |
| 2010年（平成22年） | 20,679 |
| 2015年（平成27年） | 20,214 |
| 2020年（令和2年）  | 23,860 |

### 世帯数の変遷
国勢調査による世帯数の推移。
| 年                 | 世帯数 |
| ------------------ | ------ |
| 1995年（平成7年）  | 8,074  |
| 2000年（平成12年） | 9,066  |
| 2005年（平成17年） | 9,893  |
| 2010年（平成22年） | 10,771 |
| 2015年（平成27年） | 10,753 |
| 2020年（令和2年）  | 12,316 |

## 小・中学校の学区
区立小・中学校に通う場合、学区は以下の通りとなる（2023年10月時点）。
| 丁目       | 番地        | 小学校               | 中学校             |
| ---------- | ----------- | -------------------- | ------------------ |
| 王子一丁目 | 全域        | 北区立柳田小学校     | 北区立王子桜中学校 |
| 王子二丁目 | 全域        | 北区立王子小学校     | 北区立王子桜中学校 |
| 王子三丁目 | 全域        | 北区立王子小学校     | 北区立王子桜中学校 |
| 王子四丁目 | 全域        | 北区立王子小学校     | 北区立王子桜中学校 |
| 王子五丁目 | 1〜4番      | 北区立王子小学校     | 北区立王子桜中学校 |
| 王子五丁目 | 5〜30番     | 北区立王子第一小学校 | 北区立明桜中学校   |
| 王子六丁目 | 1番 7〜10番 | 北区立王子第一小学校 | 北区立明桜中学校   |
| 王子六丁目 | 2〜6番      | 北区立柳田小学校     | 北区立明桜中学校   |

## 交通

### 鉄道
- JR東日本京浜東北線  王子駅
- 東京メトロ南北線  王子駅
- 東京メトロ南北線  王子神谷駅
- 東京都交通局都電荒川線  王子駅前停留場

### バス
JR王子駅がバスターミナルになっており、多数の系統が発着する。
- 東京都交通局
- 国際興業バス
- 東武バスセントラル
- 日立自動車交通

### 道路
- 国道122号
- 東京都道306号王子千住夢の島線
- 東京都道455号本郷赤羽線

### 首都高速道路・出入口
- 首都高速中央環状線
- 王子北出入口
- 王子南出入口

## 事業所
2021年（令和3年）現在の経済センサス調査による事業所数と従業員数は以下の通りである。
| 丁目       | 事業所数  | 従業員数 |
| ---------- | --------- | -------- |
| 王子一丁目 | 373事業所 | 4,905人  |
| 王子二丁目 | 183事業所 | 2,054人  |
| 王子三丁目 | 73事業所  | 1,082人  |
| 王子四丁目 | 75事業所  | 548人    |
| 王子五丁目 | 134事業所 | 2,075人  |
| 王子六丁目 | 36事業所  | 1,500人  |
| 計         | 874事業所 | 12,164人 |

### 事業者数の変遷
経済センサスによる事業所数の推移。
| 年                 | 事業者数 |
| ------------------ | -------- |
| 2016年（平成28年） | 852      |
| 2021年（令和3年）  | 874      |

### 従業員数の変遷
経済センサスによる従業員数の推移。
| 年                 | 従業員数 |
| ------------------ | -------- |
| 2016年（平成28年） | 10,632   |
| 2021年（令和3年）  | 12,164   |

## 施設

### 官公庁
- 王子警察署 - 地内が所在地で、周辺の管轄に当たる。
- 王子消防署 - 地内が所在地で、周辺の管轄に当たる。

### 教育機関
- 東京都立飛鳥高等学校
- 東京成徳大学中学校・高等学校
- 駿台学園中学校・高等学校
- 北区立王子桜中学校
- 北区立王子小学校

### 公園・文化施設
- お札と切手の博物館 - 国立印刷局王子工場内
- 飛鳥山公園
  - 北区飛鳥山博物館 - 飛鳥山公園内
  - 紙の博物館 - 飛鳥山公園内
- 東書文庫  -栄町、教科書図書館、近代化産業遺産
- 駅前公園
- 豊島公園
- 柳田公園
- 音無親水公園

### 企業
- なとり 本社
- 北王流通　本社
- コーセー 王子研修センター - 王子が創業の地であり、近隣に関連施設がある。
- 阿波銀行東京城北支店
- 王子シネマ1、王子シネマ2 - 2012年12月9日をもって閉店
- サンスクエア - 日本製紙グループの複合レジャー施設

## 王子が舞台の作品
- 落語「王子の狐」
- 落語「王子の幇間」
- テレビドラマ「よろず占い処 陰陽屋へようこそ」

## 著名な出身者・ゆかりのある人物

### 著名な出身者

#### 実業家
- 渋沢栄一
- 新井直之

#### 芸能・放送
- 深田恭子
- 千葉雄喜(旧:KOHH) - ラッパー
- MonyHorse - ラッパー/実業家
- 五箇公貴 - 映像プロデューサー

## その他

### 日本郵便
- 郵便番号 : 114-0002[3]（集配局 : 王子郵便局[22]）。